# カール・フリードリヒ・アンドレアス・ヤコビ
カール・フリードリヒ・アンドレアス・ヤコビ（独: Karl Friedrich Andreas Jacobi, Carl Friedrich Andreas Jacobi、1795年12月2日クラヴィンケル - 1855年6月28日
シュールプフォルテ）はドイツの数学者、講師。

## 生い立ちと功績

ヤコビの定理の図。同じ色の角は等しい。

ヤコビはイェーナの大学に在籍し、その間にUrburschenschaftメンバーになった。1817年、ヴァルトブルク祭に参加した。1818年から1819年にかけてブランデンブルク・アン・デア・ハーフェルの学校の教頭を務め、その後は晩年までシュールプフォルタ・ギムナジウムの数学・物理学教授を任ぜられた。
弟のアンドレアス・ヤコビ（Andreas Jacobi、1801 - 1875）もシュールプフォルタの数学者だった。
数学者として、ヤコビは三角形幾何学を研究した。Jacobische Figurと呼ばれるものは三角形ABCについて、それぞれが△ABCと1辺を共有し、隣り合う各角が等しい3つの三角形△ADB,△BEC,△CFAの成す図形である。ヤコビは、この図形においてAE,BF,CDが共点であることを示した（ヤコビの定理）。BerkhanとMeyerやフロリアン・カジョリは、カール・フォイエルバッハやオーガスト・クレレとともにヤコビを19世紀初頭の三角形幾何学の推進者としている。しかし、この時代の三角形幾何学は19世紀後半の再興までは忘れ去られた。
1825年の作品においては、1875年のアンリ・ブロカールに先んじて、クレレによって導入された三角形のブロカール点の構成を与えた。
1834年には、1790,1816年にアムステルダムで出版されたジャン・アンリ・ファン・スウィンデンによる書籍「Grondbeginsels der Meetkunde」を、独自の項を加えたドイツ語翻訳版で出版した。

## 著作物
- De triangulorum rectilineorum proprietatibus quibusdam nondum satis cognitis, E. B. Schwickertum (Schwickert), Lipsiae (Leipzig) 1825 (lateinisch; Programm Gymnasium Pforta)
- als Herausgeber: J. H. van Swinden’s Elemente der Geometrie, Friedrich Frommann, Jena 1834 (Originaltitel Grondbeginsels der Meetkunde, 1816; von Jacobi aus dem Holländischen übersetzt und mit ausführlichen Zusätzen versehen)
- De quadrangulorum proprietatibus quibusdam minus adhuc cognitis, Frommann, Jenae 1838 (lateinisch)
- De proprietate rectarum punctum quoddam intra circulum ita transeuntium ut anguli, ad quos binae sibi proximae secantur, sint inter se aequales, Frommann, Jenae 1840 (lateinisch)
- Die Entfernungsörter geradliniger Dreiecke. Eine geometrische Abhandlung, Friedr. Frommann, Jena 1851
  - auch Die Entfernungsörter geradliniger Dreiecke.Eine geometrische Abhandlung, Heinrich Sieling, Naumburg 1851 (mit Jahresbericht Landesschule Pforta)
- Die Entfernungsörter geradliniger Dreiecke. II. Die äussern Entfernungsörter. Eine geometrische Abhandlung, Friedr. Frommann, Jena 1854
  - auch Die äussern Entfernungsörter geradliniger Dreiecke.Eine geometrische Abhandlung, Heinrich Sieling, Naumburg 1854 (mit Jahresbericht Landesschule Pforta)